# 조나단 머피
조나단 머피(Jonathan Murphy, 1981년 8월 3일 ~ )는 미국의 배우, 영화배우, 텔레비전 배우이다.
알링턴에서 태어났다.

## 방송
- 라이프 온 마스

## 영화
- 아메리칸 호러 스토리: 메리메이커의 살인자 (2019년)
- 레디 오어 낫 (2009년)
- 라이프 온 마스 (2008년)
- 옥토버 로드 시즌1 (2007년)
- 캘리포니아 뷰티 (2006년)
- 허수아비 슬레이어 (2003년)
- 비앤비 (1987년)